# تشيزاري ناتالي
تشيزاري ناتالي (بالإيطالية: Cesare Natali) لاعب كرة قدم إيطالي يلعب لصالح نادي الدرجة الأولى فيورنتينا الإيطالي منذ 2009 في مركز المدافع . .

## روابط خارجية
- تشيزاري ناتالي على موقع الاتحاد الأوربي (الإنجليزية)
- تشيزاري ناتالي على موقع قاعدة بيانات كرة القدم.إي يو (الإنجليزية)
- تشيزاري ناتالي على موقع Soccerway.com (الإنجليزية)
- تشيزاري ناتالي على موقع عالم كرة القدم.نت (الإنجليزية)
- تشيزاري ناتالي على موقع كووورة
- تشيزاري ناتالي على موقع AS.com (الإسبانية)
- تشيزاري ناتالي على موقع GSA (الإنجليزية)